# Il leone d'inverno (opera teatrale)
Il leone d'inverno (The Lion in Winter) è un'opera teatrale del drammaturgo statunitense James Goldman, portata al debutto a Broadway nel 1966.

## Trama
Natale 1183. Eleonora d'Aquitania, moglie di Enrico II d'Inghilterra, è stata temporaneamente liberata dalla sua prigionia per passare le feste con la famiglia; la regina è molto innamorata del marito, ma allo stesso tempo trama contro di lui per assicurarsi che il trono passi al figlio Riccardo dopo la morte di Enrico, mentre Enrico vuole che sia Giovanni ad ereditare la corona. Intanto Filippo II di Francia, figlio e successore di Luigi VII (primo marito di Eleonora), ha imposto un ultimatum ad Enrico: dare in sposa la sua sorellastra Alais - l'amante di Enrico - al suo erede o restituirgli la dote.
Enrico decide di dare Alais in moglie a Riccardo, nominandolo - apparentemente - suo erede. Enrico allora si allea con la moglie, promettendole la libertà in cambio dell'Aquitania, che passerà a Giovanni. Tuttavia l'inganno viene svelato al matrimonio e Riccardo rifiuta di sposarsi. Eleonora chiede masochisticamente ad Enrico di baciare Alais, assistendo quindi a una sorta di falso matrimonio del marito. Intanto Giovanni che credeva di essere stato soppiantato da Riccardo, si accorda con Filippo per dichiarare guerra all'Inghilterra. Enrico e Filippo si incontrano per discutere della guerra imminente, ma Enrico scopre che Filippo è in combutta con i figli Giovanni e Goffredo e che il di Francia e Riccardo una volta erano amanti omosessuali.
Enrico, furioso, allontana i tre figli e li fa rinchiudere, annunciando all'amante Alais che i ragazzi reali invecchieranno insieme al porto. Esasperato dalla famiglia, Enrico decide di andare a Roma per ottenere l'annullamento da Eleonora e generare nuovi figli con Alais, anche se la donna gli fa notare che i tre figli imprigionati saranno sempre un pericolo per il loro erede. Enrico si rende conto che la donna ha ragione e condanna i figli a morte, per poi pentirsi e lasciarli fuggire prima dell'esecuzione. Riavvicinandosi ad Eleonora, i due reali trovano speranza nel pensiero del futuro ed Eleanora salpa per tornare al luogo della sua reclusione.

## Personaggi
- Enrico II d'Inghilterra, cinquant'anni, Re di Inghilterra. Nonostante l'età, Enrico è ancora vitale ed energico, anche se si lascia condizionare dai sentimenti per la moglie e per i figli, a differenza della più calcolatrice Eleonora.
- Eleonora d'Aquitania, sessantun anni, Regina di Inghilterra. Donna bellissima e dal carattere indomabile, nonostante la prigionia esercita grande autorità sugli uomini della famiglia. Pur tramando spesso contro il marito, Eleonora ne è profondamente innamorata; più freddo è invece il rapporto con i figli, anche se non vuole che essi subiscano danni.
- Riccardo, ventisei anni, è il secondogenito e primo in linea di successione dopo la morte del primogenito Enrico. È un condottiero nato, dal temperamento sanguigno e irrequieto. È molto legato alla madre e ha un rapporto conflittuale col padre che a lui preferisce Giovanni.
- Goffredo, venticinque anni, il figlio di mezzo. Uomo attraente ed energico, Goffredo è freddo e calcolatore, si considera poco amato dai genitori e ambisce al potere come rimpiazzo dell'amore genitoriale.
- Giovanni, sedici anni, figlio minore di Enrico ed Eleonora. Corrucciato e malinconico, Giovanni è viziato e idealista e, pur essendo il favorito di Enrico, ha un carattere debole incline alla paura.
- Alais, ventitré anni, figlia di Luigi VII di Francia e amante di Enrico, di cui è sinceramente innamorata. Sottovalutata per il suo fascino e innocenza, Alais dimostra grande intelligenza e acume politico, insistendo per l'arresto e condanna a morte dei figli di Enrico.
- Filippo II di Francia, diciottenne Re di Francia, asceso al trono già da tre anni. Nel corso del dramma darà prova di competenze politiche di cui non mostrava segno nelle prime scene.

## Accuratezza storica
Per quanto la riunione di famiglia per il Natale 1183 non sia mai avvenuta, gli antefatti della vicenda sono storicamente esatti. Non vi sono prove storiche che Alais fosse l'amante di Enrico, anche se questo è stato il motivo per cui Riccardo si rifiutò di sposarla. Esattamente dieci anni prima dell'inizio del dramma, Eleonora aveva effettivamente convinto i figli a ribellarsi contro il marito e per questa sua ribellione Enrico effettivamente la fece imprigionare. L'omosessualità di Riccardo, data per certa da Goldman, è una questione ancora aperta per gli storici.

## Storia degli allestimenti
Il leone d'inverno fece il suo debutto a Broadway il 3 marzo 1966 e rimase in cartellone all'Ambassador Theatre per 92 rappresentazioni fino al 21 maggio. Diretta da Noel Willman, la pièce annoverava nel cast Robert Preston (Enrico), Rosemary Harris (Eleonora), James Rado (Riccardo), Christopher Walken (Filippo), Bruce Scott (Giovanni), Dennis Cooney (Goffredo) e Suzanne Grossman (Alais). Molto apprezzata fu l'interpretazione della Harris, che vinse il Tony Award alla miglior attrice protagonista in un'opera teatrale nel 1967.
La prima italiana è stata il 13 dicembre 1985 al Teatro del Giglio di Lucca, per la regia di Roberto Marcucci, con Carlo Hintermann (Enrico) e Valentina Fortunato (Eleonora).
È stato ripreso nel 1999, ad opera della compagnia Rossella Falk, regia da Mauro Avogadro, Il leone d'inverno annoverava nel cast anche Andrea Giordana, Valentina Sperlì, Massimo Poggio, Roberto Valerio, Massimiliano Franciosa e Giorgio Lupano. Nello stesso anno un revival del dramma andava in scena a Broadway con la regia di Michael Mayer e Stockard Channing e Laurence Fishburne nei ruoli dei reali d'Inghilterra. Nel 2011 la pièce fu portata in scena anche a Londra in un allestimento all'Haymarket Theatre con la regia di Trevor Nunn, e Joanna Lumley e Robert Lindsay nei ruoli principali.

## Adattamenti
Sono stati realizzati due adattamenti dell'opera:
- il film Il leone d'inverno, regia di Anthony Harvey (1968), con Peter O'Toole, Katharine Hepburn e Anthony Hopkins
- la miniserie televisiva The Lion in Winter - Nel regno del crimine, regia di Andrej Končalovskij (2003), con Patrick Stewart, Glenn Close e Andrew Howard